# P.C. Myrup
Peder Christensen Myrup (født 21. september 1816 i Febbersted ved Hanstholm, død 6. marts 1901 i Thisted) var en dansk skolelærer og politiker.
Myrup var søn af husmand Christen Larsen Myrup. Han var uddannet lærer på Snedsted Seminarium i 1842 og blev samme år hjælpelærer i Vang ved Thisted. Han blev lærer i Tømmerby i Vester Han Herred i 1845 og i Hillerslev ved Thisted i 1856. Han havde orlov fra lærerstillingen  i flere år på grund af hæshed. Myrup havde en gård i Tingstrup i Thisted Sogn fra 1862 til 1864 og en anden gård i Tingstrup fra 1867 til 1870 og boede i Skinnerup Sogn fra 1870 til 1876. Han stoppede som lærer i 1876.
Myrup var medlem af Folketinget valgt i Thisted Amts 1. valgkreds (Bjergets Kro-kredsen) fra 4. august 1852 til 27. februar 1856 hvor han nedlagde sit mandat.